# Partido Liberal Oriental
El Partido Liberal Oriental (japonés: 東洋自由党, Tōyō Jiyūtō) era un partido político en Japón.

## Historia
El Partido Liberal Oriental fue establecido por Ōi Kentarō en 1891 como una ruptura del Partido Liberal después de una disputa entre Ōi y Hoshi Tōru; inicialmente tenía cuatro miembros de la Dieta. Si bien adoptó una política exterior agresiva y pidió un aumento en el gasto militar, el partido también apoyó ampliar la franquicia electoral y proteger los derechos de los trabajadores.
El partido se disolvió en noviembre de 1893.